# 1173
El 1173 (MCLXXIII) fou un any comú començat en dilluns del calendari julià.

## Esdeveniments
- Construcció de la Torre de Pisa.

## Necrològiques
Països Catalans
- 15 d'octubre - Barcelona, Comtat de Barcelona: Peronella d'Aragó, reina titular d'Aragó.